# Дил, Ким
Кимберли Энн Дил (род. 10 июня 1961) — американская певица и музыкант, наиболее известная как бас-гитаристка альтернативной рок-группы Pixies и гитаристка и вокалистка в женской инди-группе The Breeders.
В 2018 году The Breeders выпустили пятый альбом All Nerve, первый альбом, в котором воссоединились Дил, Жозефина Виггс и Джим Мачперсон с момента выхода альбома Last Splash 1993 года.
Журнал Rolling Stone поместил её на 48-е место в списке величайших басистов всех времён.

## Биография
Родилась и выросла в Дейтоне, Огайо. В одиннадцать лет она самостоятельно выучилась играть на гитаре, а после организовала с сестрой-близнецом Келли Дил фолк-ансамбль The Breeders — позднее это название «унаследовала» альтернативная поп/рок-группа, основанная ею в 1988 с Таней Донелли из Throwing Muses. Окончив школу, она сменила несколько колледжей, однако ни один так и не закончила, хотя сумела получить степень ассоциата по биологии. В 1985 году вышла замуж за Джона Мёрфи.
Ким присоединилась к Pixies в январе 1986 года, откликнувшись на объявление о поиске басиста, который «слушал бы и Hüsker Dü (известная пост-хардкор-группа), и Peter, Paul and Mary (знаменитый фолковый ансамбль)». Она оказалась единственным, кто ответил на это объявление, хотя вообще-то основным её инструментом была гитара (для прослушивания ей пришлось позаимствовать бас-гитару у сестры). Через Дил Pixies нашли и барабанщика — им стал Дэвид Лаверинг, приятель мужа Ким. Первый мини-альбом группы, Come On Pilgrim, вышел в 1987. В выходных данных пластинки Ким значилась как «миссис Джон Мёрфи» — она сама в шутку выбрала такой полу-псевдоним после дискуссии с женщиной, которая из принципа требовала, чтобы её называли по фамилии мужа в «знак уважения». На записи первого студийного альбома, Surfer Rosa (1988), она исполнила партию ведущего вокала в песне «Gigantic», написанной ею в соавторстве с лидером группы Блэком Фрэнсисом и выпущенной как единственный сингл с альбома. В том же 1988 году, вместе с Таней Донелли из Throwing Muses, начала участвовать в сайд-проекте под названием The Breeders. Их первый альбом Pod, спродюсированный Стивом Альбини, вышел в 1990 году. К этому времени отношения между участниками Pixies становились всё более натянутыми, и после выхода альбома Trompe le Monde группа распалась. После этого Ким смогла полностью уйти в The Breeders, в составе которого записала свой самый успешный альбом Last Splash. В 1994 году сестре Ким Келли Дил, присоединившейся к The Breeders перед записью Last Splash, пришлось отправиться на реабилитацию от героиновой зависимости, и в связи с этим группа прекратила свою деятельность (хотя официально о распаде объявлено не было).
После распада The Breeders Ким выступала с The Amps и сотрудничала как продюсер с рядом инди-групп. В 1995 году она приняла участие в записи сингла Sonic Youth «Little Trouble Girl» (альбом Washing Machine). В 2004 Ким участвовала в турах с воссоединившимися Pixies, а в 2008 снова собрала The Breeders и выпустила с ними альбом Mountain Battles. В 2013 году Дил объявила об уходе из Pixies, не прокомментировав ситуацию. В 2012 через свой сайт Ким начала выпуск новых песен. Проект по статусу остаётся сольным. В 2024 году выпустила альбом Nobody Loves You More.